# Arguel, Somme
Arguel là một thị trấn của tỉnh Somme, thuộc vùng Hauts-de-France, miền bắc nước Pháp.

## Dân số
| 1962                                                    | 1968 | 1975 | 1982 | 1990 | 1999 |
| ------------------------------------------------------- | ---- | ---- | ---- | ---- | ---- |
| 78                                                      | 54   | 30   | 35   | 31   | 35   |
| Kết quả điều tra từ năm 1962, dân số không tính hai lần |      |      |      |      |      |